# مايكل آشر
مايكل آشر(بالإنجليزية: Michael Asher)‏:مايكل آشر هو مؤلف، مؤرخ، وعالم البيئة العميقة، ومستكشف الصحراء, الذي قد غطى أكثر من 30،000 كيلومتر سيرا على الأقدام والجمال, وأمضى ثلاث سنوات يعيش مع القبائل البدوية التقليدية في السودان.
ولد مايكل آشر في ستامفورد، لينكولنشير، في عام 1953، في عامه ال18 قال انه جند في كتيبة المظليين في الفوج 2، وأدى الخدمة في أيرلندا الشمالية أثناء الاضطرابات هناك في 1970s. درس اللغة الإنجليزية في جامعة ليدز، درس أيضا في كلية كارنيجي، ليدز، حيث تأهل كمدرّس للتربية البدنية واللغة الإنجليزية.
في 1978-9 كان يعمل في دوريات شرطة ألستر الملكية الخاصة فريق مكافحة الإرهاب، لكنه ترك العمل بعد أقل من عام. حيث حصل على وظيفة كمدرس متطوع للغة الإنجليزية في السودان في عام 1979.
مؤلف لحوالي 20 كتابا تم نشرها، ومقدم / مدير برامج وثائقية TV 6، عاش في أفريقيا آشر لمعظم حياته، ويتحدث العربية والسواحلية. وهو متزوج من العربية والمصورة ماريانتونيتا بيرو Mariantonietta، ولديه منها ابن وابنة، هما اليشم بيرتون. وهو يعيش حاليا في نيروبي، كينيا.
مترجم من http://en.wikipedia.org/wiki/Michael_Asher_(explorer)